# دورليشيم
دورليشيم (بالفرنسية: Dorlisheim)‏ هي بلدية فرنسية تقع في إقليم الراين الأسفل من منطقة ألزاس في شمال شرق فرنسا. تبلغ مساحة هذه المدينة 11.53 (كم²)، يبلغ عدد سكانها 2407 نسمة حسب إحصاء المعهد الوطني للإحصاء والدراسات الاقتصادية سنة 2009 م. وترأس Gilbert Roth البلدية خلال فترة (2001 - 2008).

## أعلام
- إيتور بوجاتي

## وصلات خارجية
- صفحة البلدية على موقع المعهد الوطني للإحصاء والدراسات الاقتصادية